# Остров ошибок
«Остров ошибок» — советский рисованный мультипликационный фильм 1955 года, созданный режиссёрским дуэтом Валентиной и Зинаидой Брумберг по сценарию Николая Эрдмана и Михаила Вольпина.

## Сюжет
Из тетради Коли Сорокина ветром выносит промокашку, на которой мальчик изобразил птичку. Та оживает и поёт о том, что ей не нравится в тетради — там грязно, тесно и повсюду клетки, а для птиц это противно. Затем она находит в задачнике красную галочку, которой помечена 321 задача, и птицы открывают тетрадь. Там оказывается клякса, которая, проснувшись, принимает собачий облик и требует оставить её в покое. Галочка «прикрывает» её, после чего птицы будят других галочек, чтобы напомнить Коле Сорокину о долгах.
Тем временем Коля рыбачил, но ему помешали галочки, сев на удочку. Пытаясь «перерешать» галочек, Сорокин допускает оплошность, упустив сорвавшегося с крючка окуня, а галочки съедают червей у Сорокина в консервной банке, и тот в гневе бросает её в реку. Вместо арифметики Сорокин решает пойти «в артисты».
Когда галочки улетели, появились лебеди-двойки и повезли Колю на остров ошибок, охраняемый единицами-стражниками, которых Коля боится. Однако двойки успокаивают его, говоря, что их бояться нечего, и приказывают стражникам открыть ворота. Обрадованный Коля срывает себе грушу и видит, что кролики разделены со своими детёнышами, а слону тяжело таскать бревно. Коля спрашивает у слона, почему он не бросит свою ношу, и тот отвечает, что если он это сделает, то улетит, так как стал «легче воздуха». Коля угощает слона грушей и предлагает добавку, но тот отказывается. Вдруг бревно падает со спины слона, и он едва не улетает, за что желает проучить обидчика. Коля убегает, решив, что слон с ним расправится.
Далее Коля видит двухголовое животное. Очевидно, он «сложил» корову и лошадь. Тем временем на острове неожиданно начинается наводнение, вызванное превышением уровня воды в бассейне, у которого рассчитана одна водосточная труба вместо положенных двух. Сорокин и животные, вынужденные спасаться от потопа бегством, отправляются на вокзал в пункт «А», где садятся на курьерский поезд, который должен в случае правильности задачи встретиться с товарным поездом в пункте «Ц» по пути в пункт «Б». Коля пытается сесть в пассажирские вагоны, но они уже были заняты кроликами. Тогда мальчик садится в товарный вагон к корове и лошади. Затем он спрашивает у диспетчера, что случится, если задача решена неправильно. Тот отвечает по радио, что в таком случае «неминуемо» что-то произойдёт, однако конец фразы заглушает гудок паровоза. Никому не удалось спастись от прибывающей воды — поезда сталкиваются и рушатся, что заставляет слона бросить бревно и улететь. Остальные забираются на вершину горы.
На вопрос Коли, как спасти остров, кролики отвечают, что есть лишь один человек, кто может помочь — а именно тот, кто неправильно решил задачи. Сорокин признаётся, что он и есть виновник всех трагедий, и решает поплыть домой на бревне улетевшего слона, чтобы всё исправить. Но дорогу Коле преграждают двойки и начинают злобно шипеть на него. Подоспевает пятёрка по пению, и двойки намереваются заклевать её. Коля испугался, но пятёрка его успокаивает, говоря, что «против них есть одно оружие». Мальчик думает про рогатку, но пятёрка объясняет, что от двоек помогут избавиться знания. Так Коля топит все двойки в реке и, следуя за пятёркой, попадает на бревне домой.
В финале Коля Сорокин наводит у себя порядок и заново решает все задачи. Благодаря этому на «острове ошибок» тоже всё приходит в норму: вода из бассейна отступает, корова с лошадью разделяются, кролики воссоединяются с детьми, слон обретает нужный вес, а поезда идут по правильным маршрутам. Обрадованная птичка возвращается на промокашку.

## Создатели
| Сценарий                   | Михаила Вольпина и Николая Эрдмана |
| Режиссёры                  | Валентина и Зинаида Брумберг |
| Художники-постановщики     | Григорий Козлов, Виктор Никитин, Игорь Николаев                                                                                        |
| Композитор                 | Анатолий Александров |
| Оператор                   | Елена Петрова |
| Звукооператор              | Николай Прилуцкий |
| Ассистент режиссёра        | Татьяна Фёдорова |
| Ассистент по монтажу       | Валентина Иванова |
| Художники-мультипликаторы: | Роман Давыдов, Дмитрий Белов, Игорь Подгорский, Геннадий Новожилов, Василий Рябчиков, Николай Фёдоров, Лидия Резцова, Константин Чикин |
| Художники-декораторы:      | Ольга Геммерлинг, Елена Танненберг, Ирина Троянова, Александр Дураков                                                                  |

## История создания
Первоначально задумывался как прямое продолжение мультфильма тех же авторов «Федя Зайцев» и назывался «Федя Зайцев на даче». Соответственно, главным героем мультфильма должен был стать сам Федя Зайцев из предыдущего мультфильма. Также, согласно первоначальному сценарию (возможно, в связи с цензурными требованиями, отражёнными ранее в «Феде Зайцеве» и смягчёнными начавшейся оттепелью), действие мультфильма должно было происходить во сне главного героя.

## В ролях
- Коля Сорокин — Вера Бендина
- Птичка с промокашки — Лилия Гриценко
- Галочка — Ирина Гошева
- Двойки — Ольга Андровская
- Пятёрка — Галина Новожилова
- Слон — Павел Брянский
- Корова и Лошадь — Серафима Бирман и Владимир Грибков
- Кролики — Софья Гаррель и Евгения Морес
- Клякса — Юрий Хржановский (нет в титрах)
- Диктор вокзала — Эраст Гарин (нет в титрах)

## О мультфильме
Среди наиболее известных работ студии «Союзмультфильм» 1955-59 гг. — «Остров ошибок» (1955), «Стёпа-моряк» (1955) и «Исполнение желаний» (1957) В. С. и З. С. Брумберг.— Георгий Бородин. «Краткий исторический обзор»

Любопытным и смелым начинанием было обращение к жанру современной сказки.
В 1955 году, продолжая эту жанровую линию, сестры Брумберг поставили ещё один фильм из школьной жизни — «Остров ошибок». В этой сказке ленивый школьник попадал на фантастический остров, где в виде гротесковых несуразиц и причудливых чудовищ живут и преследуют его совершенные им ошибки.
— Асенин С.В. «Пути советской мультипликации»